# Elephantomyia nitidithorax
Elephantomyia nitidithorax är en tvåvingeart som beskrevs av Alexander 1920. Elephantomyia nitidithorax ingår i släktet Elephantomyia och familjen småharkrankar. Inga underarter finns listade i Catalogue of Life.